# Jeremih
Jeremih Felton, művésznevén Jeremih amerikai producer és énekes. Miután a Def Jam Recordings leszerződtette, megjelenhetett első kislemeze, a Birthday Sex, amely meghozta számára az elismerést és a hírnevet. Első albuma, a Jeremih 2009. június 30-án jelent meg.

## Élete

### Gyermekkor
Jeremih Chicagóban, Illinois államban született és zenész családban nevelkedett.Korán kimutatta érdeklődését a hangszerek és a zene iránt, önszántából kezdett el tanulni és ismerkedni a zongorával, a dobbal és a szaxofonnal.Középiskolás évei alatt a Morgan Park Gimnáziumban az iskolai zenésztársulat tagja volt.Miután befejezte tanulmányait mérnöknek tanult az Illinois Állami Egyetemen.Egy tehetségkutatón felfigyeltek tehetségére és úgy döntött hogy szerencsét próbál és a Chicagoi Columbia Egyetem Művészeti szakára jelentkezett.

## Zenei pályafutása
Az egyetem mellett felvett egy számot (My Ride) Mick Schultz producerrel.2009 februárjában Jeremih, unokatestvére segítségével, megmutathatta tehetségét a Island Def Jam elnökének.Még aznap alá is írták a szerződést.
Nem sokkal később megjelent első dala a Birthday Sex.2009 júniusában pedig megjelenhetett debütáló albuma, a Jeremih.
Ne-Yo és Lil' Wayne mellett indul turnéra 2009-ben.

## Diszkográfia
- Jeremih (2009)

## Turnék
- Young Money Tour
- Late Nights Tour 2016